# Bill Jennings (cầu thủ bóng đá, sinh năm 1920)
Bill Jennings (7 tháng 1 năm 1920 - 1969) là một cầu thủ bóng đá.
Trong suốt sự nghiệp ông thi đấu cho Ipswich Town, Northampton Town và Rochdale.